# Nocardia amamiensis
Espèce
Nocardia amamiensis est une espèce de bactéries à gram positif de la famille des Nocardiaceae.

## Historique
Nocardia amamiensis est décrite en 2007 à partir d'une souche bactérienne isolée du sol d'une plantation de canne à sucre sur l'île Amami au Japon.

## Description
Les bactéries de cette espèce sont aérobies et gram positives. Elles sont partiellement acid-fast et non mobiles. Elles forment un mycélium blanc aérien qui se fragmente en bacilles.
Nocardia amamiensis est capable de croître à aux températures de 15, 28 et 37 °C mais pas à 5, 10 ou 45 °C. Cette croissance est possible à des concentrations de 0 à 3 % de NaCl mais pas à 5 %.
N. amamiensis est capable d'hydrolyser l'esculine, de réduire le nitrate et de dégrader l'acide urique. Par contre, cette espèce n'hydrolyse pas l'urée et l'arbutine, et ne dégrade pas l'adénine, la caséine, l'élastine, l'hypoxanthine, la tyrosine ou la xanthine.

## Taxonomie
Le nom correct complet (avec auteur) de ce taxon est Nocardia amamiensis Yamamura et al. 2007.
Cette bactérie a été décrite en 2007 par les microbiologistes japonais Hideki Yamamura (d), Tomohiko Tamura (d), Yayoi Sakiyama (d) et Shigeaki Harayama (d). La souche type de cette espèce est la souche TT 00-78 qui a déposée dans des banques de culture bactériennes sous les numéros NBRC 102102, DSM 45066 et KCTC 19208.

### Étymologie
Son épithète spécifique, ama.mi.en’sis. N.L. masc./fem. adj., composée de amami et du suffixe latin -ensis, « qui vit dans, qui habite », lui a été donnée en référence au lieu de sa découverte, l'île Amami où l'organisme a d'abord été isolé.